# Kavaklı, Akçaabat
Kavaklı là một thị trấn thuộc huyện Akçaabat, tỉnh Trabzon, Thổ Nhĩ Kỳ. Dân số thời điểm năm 2011 là 4.094 người.